# Salu kolostor
A Salu kolostor (tibeti: ཞྭ་ལུ།, wylie: zhwa lu, kínai: 夏魯寺, pinjin: Hszia-lu szi) tibeti buddhista kolostor Sigace várostól 22 km-re délre. A kolostort 1040-ben alapította Csecun Serab Dzsungnaj, amely évszázadokon át tudományos oktatási és testnevelési központként működött. A freskói Tibet legősibb és legszebb falfestései közé tartoznak. A fő kolostorok közül a Salu volt az egyik első, amelyet a Cangpa-dinasztia nemes családjai építtettek a buddhizmus feléledésének idején, amely azután a szakja hagyomány egyik legfontosabb központja lett. A Salu kifejezés magyarul azt jelenti, hogy „új rügy”.

## Története
1329-ben egy pusztító földrengés elpusztította a Salu templomot, amelyet azután 1333-ban a helyi nemesek újból felépítettek Toghon Temür, a Mongol Birodalom legutolsó kagánja. Az új kolostort mongol stílusban építették, hatalmas befelé dőlő falakkal a fő belső udvar körül, és erős fa tartószerkezetű tetőt alkalmaztak Csinghaj városból származó kerámia cserepekkel.
Az 1330-as években, amikor elkészült az új épület, a Salu templomot a 11. apát, Butön Rincsendrub vezette, aki 1290–ban született és 1364-ben hunyt el. Butön jó vezetőnek bizonyult, akit a mai napig fontos tudósnak és írónak tartanak a szakja iskolában, és aki egyben Tibet egyik legjelentősebb történetírójának is számít. Butön katalógusba rendezte a Salu buddhista szövegeit - összesen 4569 vallási és filozófiai művet. Az A buddhizmus története Indiában és Tibetben című művét a mai napig használják a tudósok tanulmányaik során. Buton népszerű tevékenysége más iskolák buddhista tudósainak is felkeltette az érdeklődését és Tibet minden részéről érkeztek látogatók a Salu kolostorba, illetve az 1360-ra mintegy 3000 főt számláló intézménybe Indiából is érkeztek lelkes tanulók. Butön halála után a Salu az ezoterikus és a buddhista tanulmányok jelentős központjává vált évszázadokra.
A 19. századra az intézmény elveszítette kiemelt jelentőségét, és a tibeti tudósok inkább a gelug iskolához tartozó Szamje kolostort választották már tanulmányaikhoz, amely addigra politikailag Tibet legerősebb intézményévé nőtte ki magát. A Salu kolostor állapota erősen leromlott, és az 1330-as állapotból már csak kevés maradt fenn, jóllehet a vastag külső fal és a sérült tető ma is állnak. A 14. századi falfestmények közül több is azt a ikonográfiai sémát követi, amelyet Putön fejlesztett ki. Az egyik ilyen festmény egy allegória, amelyben egy elefánt az emberi tudatot ábrázolja, ahogyan különböző lépeseken keresztül eljut a megvilágosodásig, és a tisztulási folyamat során fokozatosan válik egyre fehérebbé és tisztábbá. A fontos szabályok is fennmaradtak, hogy a szerzeteseknek milyen ruhát kell hordaniuk és hogyan kell viselkedniük a belső főudvarban (tibeti: dejangsar). A korábbi mandala freskók maradványait több mint száz thangka takarja, amelyek többségét a kínai Hangcsou városában készítették az 1920-as években.
A turisták számára ma csupán a templom két kápolnája látogatható, bár további felújítási munkálatokat is végeznek, hogy a kolostort teljesen helyreállítsák.

## A kolostor belseje
A Salu Lakhang templom a kolostor központi épülete. A földszinten található Sakjamuni Buddha és tanítványainak a szentélye. Az oldalsó kápolnáiban őrzik a tibeti buddhista kánon két alapművét, a Tandzsurt és a Kandzsurt. A jellegzetes kínai, kék csempés tetőtéri kápolnákban Sakjamuni, Butön és más arhatok szerepelnek. Hatalmas és finoman megmunkált régi falfestmények fedik a kolostor falait. Ezek elsősorban Buddha életének bizonyos jeleneteit ábrázolják. Ezeknek a műalkotásoknak a restaurációja még nem történet meg.

## Kincsei
A Salu kolostorban négy említésre méltó kincset őriznek. Az egyik egy szútra tábla, amely 700 éves, a másik egy sárgaréz váza, amely szokatlan módon be van vonva egy darab vörös szövettel, amely le van pecsételve. A vázában lévő szent víz 108 erkölcstelenséget képes letisztítani. Ezt a vizet 12 évente cserélik. A kincsek közé tartozik még egy kő medence, amelyben korábban maga Csecun Serab Dzsungnaj is fürdött a 11. században, illetve egy om mani padme hum mantrával díszített kő tábla, amelyen szerepel még négy dagoba véset is.

## Felújítási munkálatok
A Salu kolostor felújítási munkálatai 2009. május 13-án kezdődtek, a kínai kormány Xinhua hírügynökségének online hírei szerint. A projekt Tibet legnagyobb felújítási munkálatai közé tartozik a 11. ötéves terv alapján (2006–2010). A munkálatok során megerősítik az épületek tartószerkezeteit, karbantartásra kerülnek a csatornák és javítják a tűz- és árvízvédelmet is. A projekt összköltsége eléri a 16 millió jüant.

## Galéria

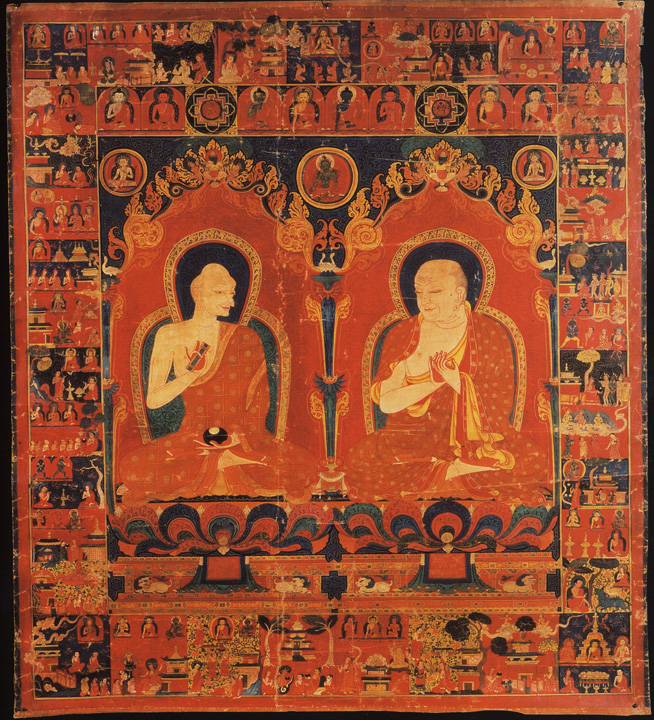
Butön Rincsen (balra), a Salu kolostor 11. apátjának 14. századi ábrázolása - falfestmény a kolostorban
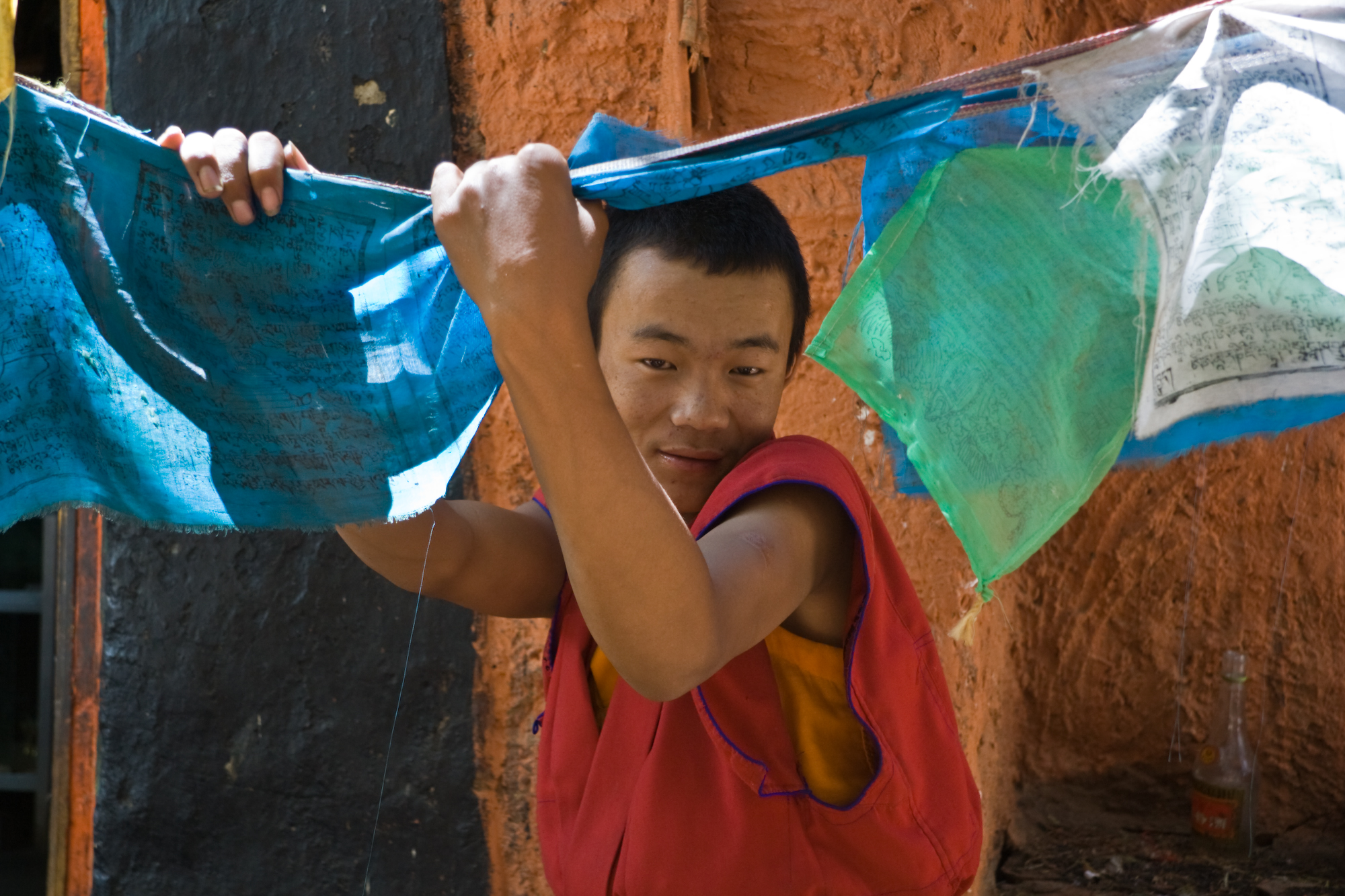
A Salu kolostor fiatal szerzetese - 2006